# 김호일
김호일(金浩一, 1942년 12월 12일 ~ )은 대한민국의 정치인이다. 제14·15·16대 국회의원을 지냈다. 노인복지당 소속이며 제18대 대한노인회장을 지냈다. 사단법인 한국원로목사총연합회 대표 총재로 추대 되었다.  본관은 김해이다.

## 학력
- 1949.03 ~ 1955.02 월영국민학교 졸업
- 1955.03 ~ 1958.02 마산중학교 졸업
- 1958.03 ~ 1960.02 마산고등학교 졸업
- 1963.03 ~ 1967.02 고려대학교 정경대학 정치외교학과 학사 졸업
- 1992 ~ 1992 경남대학교 경영대학원 수료
- 1992 ~ 1993 연세대학교 경제대학원 수료
- 1993 ~ 1994 세종대학교 경영대학원 수료
- 1994 ~ 1995 중앙대학교 건설대학원 수료
- 1995 ~ 1996 고려대학교 노동대학원 수료
- 2004.02 ~2007.02 총회신학교 대학원 목회학석사과정 졸업

### 비학위 수료
- 2004.02 ~2007.02 총회신학교 대학원 목회학석사과정 졸업
- 2006 ~ 2008 센트럴 대학교 석사과정수료 목회학 석사과정 수료
- 2008 센트럴 대학교 문학 명예박사
- 2021 성산효대학원대학교 명예효학박사

## 경력
- 사단법인 한국응용통계연구소 소장
- 제1~5회 만날제 대회장
- 인권노동문제연구소 이사장
- 마산고등학교 총동창회 이사장
- 고려대학교 총무부장 겸 총학생 회장(귄한대행)
- 마산향토문화진흥회 회장
- 한국건설정책연구회 회장
- 한국재외동포정책연구회 이사장
- 1992.05 ~ 1996.05 제14대 국회의원(경남 마산시 합포구)
- 1992 ~ 사단법인 한국응용통계연구원 회장
- 1995 ~ 경남세계무역센터 이사장
- 대한주택관리사협회 정책고문
- 1996.05 ~ 2000.05 제15대 국회의원(경남 마산시 합포구)
- 한나라당 원내수석부총무
- 한나라당 사무부총장
- 한나라당 당무위원
- 2000.05 ~ 2002.02 제16대 국회의원(경남 마산시 합포구)당선무효
- 2000.05 ~ 2002.02 국회 노인복지정책연구회 회장
- 국회 일본역사교과서왜곡시정특별위원회 위원장
- 국회 한ㆍ루마니아 의원 친선협회 회장
- 2003 ~ 사단법인 한국향토문화진흥회 이사장
- 노벨 평화상 후보 추천위원
- 자유동맹국민연합 상임의장
- 신미래당 총재
- 대한예수교장로회 합동선목교단 목사안수
- 2008 대한예수교장로회 생명나무교회 담임목사
- 2008 ~ 천수120세 건강하게누리기운동본부 총재
- 사단법인 한국다문화가정교육정책연구원 이사장
- 2010 ~ 사단법인 일류국가를 창조하는 국민의힘 총재
- 노인복지정챙연구회 총재
- 대한노인회 고문
- 2018 ~ 2020 대한노인회 서울특별시연합회 명예회장
- 2019 ~ 사단법인 국민안전교육중앙회 총재
- 2019.04 ~ 2020 대한민국헌정회 노인복지정책특별위원회 위원장
- 2020.01 ~ 2020.9. 한국복지당 총재
- 2020.10 ~ 2024.10. 제18대 대한노인회 회장
- 2024.10 ~ 현재. 사단법인 혜인복지정책연구원 이사장
- 2024.10. ~ 현재 사단법인 한국원로목사총연합회 대표총재
- 2025. 01.~ 현재 대한민국헌정회 노인복지정책특별위원회 위원장
- 2025. 04. ~현재 사단법인 대한민국실버체전조직위원회 회장
- 2025. 05. ~현재 사단법인 한국수산물안전정책연구원 이사장

## 논란 행적
- 신한국당 대통령 후보 경선 과정 중 이수성의 부산 지역 방문 때 김호일이 지역분열을 부추기는 말을 했다.

“호남과 충청도를 합쳐도 1천만명인 데 비해 영남인은 1천3백만명이나 돼 영남이 단결하면 정권재창출은 문제가 없다”
- 김호일이 김대중을 치매증세를 보이는 양 비방했다. 본인은 이 발언을 부인했다.

김호일은 제주에서 진행된 신한국당 당원 교육시간에 찬조연사로 나와 “국민회의 의원에게서 직접 들은 얘기”라며 “김 총재가 회의 도중에 ‘신기하 의원은 왜 안보이나’라고 묻는다고 하더라”고 주장했다. 김 의원은 “괌에서 비행기사고로 숨진 신 의원을 찾는 것으로 볼 때 김 총재의 정신이 예사롭지가 않다”며 “사고가 나지 않기 위해서라도 김 총재를 대통령으로 뽑아선 안된다”고 주장했다.
- 김호일이 경남 함안에서 열린 이회창 후보 지지 거리유세에서 김대중 국민회의 후보와 아들 김홍일 의원이 다리를 저는 것을 들며 장애인들을 깎아내리는 발언을 했다.[4][5]

김호일이 김홍일에게 "선거라는 특수 상황이라는 점을 이해해주고 정말 본의가 아님을 재삼 강조드린다"는 내용의 사과편지를 보내왔다고 국민회의가 1997년 12월 17일 밝혔다.
- 한나라당의 마산집회에서 김호일이 지역감정을 선동하는 발언을 하였다.

김호일 의원은 "민주주의를 짓밟는 독재정권을 타도하기 위해 이 자리에 섰다"고 말을 꺼낸 뒤 "삼성은 의령이 고향인 이병철씨가 엘지는 진주 구씨가 세운 기업"이라며 "어떻게 골라도 이렇게 경남기업만 죽일 수 있느냐"고 말해 청중들로부터 박수를 받았다. 또 "한일합섬 대동건설 한백건설 등 마산 사람이 하는 것은 다 망했다"며 "창포공단 600만평은 삼성이 매립하고 한국중공업이 발전소를 세우려고 했는데 이 정권이 마산의 발전조건을 묵살했다"고 주장했다.
- 진보적 청년단체인 한국청년연합회 동서화합청년운동본부(공동대표 강기정.박형룡)는 `지역감정 조장' 4위 정치인으로 김호일을 뽑았다.[8]

- 500여 시민사회단체가 참여한 총선시민연대는 2000년 1월 24일 66명을 부패.무능.반민주 정치인으로 규정해 이들에 대한 공천반대 의견을 공식적으로 밝혔는데 김호일이 지역감정 조장.저질발언을 이유로 포함됐다.[9][10]

김호일은 연설회장 발언을 이유로 의원의 자질 문제삼는 것은 문제라고 반론했다.
- 총선시민연대가 22명의 집중 낙선 대상자 명단을 선정해 발표했는데 김호일도 지목되었다.[12]

## 역대 선거 결과
|  | 7.92% |

|  | 27.55% |

|  | 47.30% |

|  | 67.00% |

|  | 52.47% |

|  | 6.88% |

|  | 14.33% |

|  | 0.07% |

|  | 0.06% |